# Margot de la Barre
Margot de la Barre, död 1390, var en fransk kvinna som avrättades för häxeri.
Margot de la Barre greps i juli 1390. Hon åtalades för att ha hjälpt Marion la Droiturière att förtrolla sin före detta älskare Ainselin och hans hustru Agnesot i syfte att återfå Ainselin. Margot hade sålt två förtrollningar till Droiturière, sedan denna redan hade försökt ge Ainselin vin med sitt menstruationsblod: den första handlade om att plocka örter på sankt Johannes-natten för att göra Ainselin impotent med Agnesot, och den andra handlade om att rosta och mala testiklarna från en vit tupp, placera det på Ainselins kudde under nio dagar och sedan blanda det i hans mat och dryck för att väcka hans åtrå för Droiturière. 
Sådan trolldom var allmänt använd under medeltiden och började först vid denna tid betraktas som ett brott. Det ansågs fortfarande inte vara nog för en avrättning i sig, och de båda åtalade erkände magin självmant. Efter tortyr lade de dock till att de även hade avsvurit sig Kristus och åkallat djävulen, vilket blev orsaken till deras dödsdom. 
Margot de la Barre och Marion la Droiturière dömdes 9 augusti 1390 på Châtelet i Paris till att stå vid skampålen och sedan brännas levande på bål. De tillhörde de första som avrättades för häxeri i Frankrike och Paris; året därpå följde avrättningen av Jehenne de Brigue och Macette de Ruilly, som båda hade gett varandra recept på förtrollningar och sedan bekänt åkallande av Satan, men häxprocesser blev inte vanliga i Frankrike förrän över hundra år senare. Deras fall har dock setts som illustrativa fall i en brytningstid. 